# 1997-es sílövő-világbajnokság
Az 1997-es sílövő-világbajnokságot február 1.-e és 9.-e között rendezték Szlovákiában, Brenzóbányán.

## Részt vevő nemzetek
| Amerikai Egyesült Államok |
| Ausztrália                |
| Ausztria                  |
| Bulgária                  |
| Csehország                |
| Észtország                |
| Fehéroroszország          |
| Finnország                |

| Franciaország |
| Japán         |
| Kanada        |
| Kazahsztán    |
| Kína          |
| Lengyelország |
| Lettország    |
| Litvánia      |

| Magyarország       |
| Egyesült Királyság |
| Németország        |
| Norvégia           |
| Olaszország        |
| Oroszország        |
| Románia            |
| Svájc              |

| Svédország |
| Szlovákia  |
| Szlovénia  |
| Ukrajna    |
| 28 nemzet  |

## Éremtáblázat
| Hely     | Nemzet           | Arany | Ezüst | Bronz | Összesen |
| 1.       | Németország      | 3     | 1     | 0     | 4        |
| 2.       | Oroszország      | 2     | 2     | 2     | 6        |
| 3.       | Svédország       | 2     | 0     | 1     | 3        |
| 4.       | Norvégia         | 1     | 2     | 1     | 4        |
| 5.       | Fehéroroszország | 1     | 1     | 1     | 3        |
| 5.       | Olaszország      | 1     | 1     | 1     | 3        |
|          |                  |       |       |       |          |
| 7.       | Ukrajna          | 0     | 3     | 1     | 4        |
|          |                  |       |       |       |          |
| 8.       | Ausztria         | 0     | 0     | 1     | 1        |
| 8.       | Bulgária         | 0     | 0     | 1     | 1        |
| 8.       | Lengyelország    | 0     | 0     | 1     | 1        |
|          |                  |       |       |       |          |
| Összesen | Összesen         | 10    | 10    | 10    | 30       |

## Férfi

### Egyéni
A verseny időpontja: 1997. február 1.
| #     | Versenyző            | Lövőhiba (F+Á+F+Á) | Időeredmény | Hátrány  |
| ----- | -------------------- | ------------------ | ----------- | -------- |
| Arany | Ricco Groß           | 0+0+0+0            | 52:04.6     |          |
| Ezüst | Aleh Rizsankov       | 1+0+0+1            | 52:40.1     | +35.5    |
| Bronz | Ludwig Gredler       | 0+0+2+0            | 53:13.0     | +1:08.4  |
| 4.    | Szergej Rozskov      | 0+1+0+0            | 53:15.9     | +1:11.3  |
| 5.    | Sven Fischer         | 1+0+0+1            | 53:49.5     | +1:44.9  |
| 6.    | Ole Einar Bjørndalen | 0+1+1+1            | 54:03.3     | +1:58.7  |
| 7.    | Ville Räikkönen      | 1+0+0+0            | 54:06.8     | +2:02.2  |
| 8.    | Jon Åge Tyldum       | 0+0+1+0            | 54:13.8     | +2:09.2  |
| 9.    | Steve Cyr            | 0+0+0+0            | 54:18.3     | +2:13.7  |
| 10.   | Panyik János         | 0+0+0+0            | 54:23.5     | +2:18.9  |
| ----  | ----                 | ----               | ----        | ----     |
| 87.   | Tagscherer Zoltán    | 1+2+1+3            | 1:02:54.2   | +10:49.6 |
| 89.   | Tagscherer Imre      | 2+0+3+2            | 1:05:49.6   | +13:45.0 |

### Sprint
A verseny időpontja: 1997. február 2.
| #     | Versenyző            | Lövőhiba (F+Á) | Időeredmény | Hátrány |
| ----- | -------------------- | -------------- | ----------- | ------- |
| Arany | Wilfried Pallhuber   | 0+0            | 26:24.4     |         |
| Ezüst | René Cattarinussi    | 1+0            | 26:41.2     | +16.8   |
| Bronz | Aleh Rizsankov       | 0+2            | 26:42.7     | +18.3   |
| 4.    | Patrick Favre        | 0+2            | 26:46.2     | +21.8   |
| 5.    | Jēkabs Nākums        | 0+0            | 26:56.1     | +31.7   |
| 5.    | Szergej Taraszov     | 0+3            | 26:56.1     | +31.7   |
| 7.    | Frank Luck           | 0+1            | 27:03.7     | +39.3   |
| 8.    | Ville Räikkönen      | 0+0            | 27:05.8     | +41.4   |
| 9.    | Kazama Acusi         | 0+2            | 27:07.8     | +43.4   |
| 9.    | Ole Einar Bjørndalen | 0+2            | 27:07.8     | +43.4   |
| ----  | ----                 | ----           | ----        | ----    |
| 66.   | Panyik János         | 1+1            | 29:09.2     | +2:44.8 |
| 84.   | Tagscherer Imre      | 3+2            | 31:25.8     | +5:01.4 |
| 86.   | Jeney Gyula          | 1+4            | 33:04.6     | +6:40.2 |

### Üldözőverseny
A verseny időpontja: 1997. február 4.
| #     | Versenyző            | Lövőhiba (F+Á+F+Á) | Időeredmény | Hátrány |
| ----- | -------------------- | ------------------ | ----------- | ------- |
| Arany | Viktor Majgurov      | 0+0+0+0            | 33:21.9     |         |
| Ezüst | Szergej Taraszov     | 0+1+0+0            | 33:28.8     | +6.9    |
| Bronz | Ole Einar Bjørndalen | 0+1+0+1            | 33:32.1     | +10.2   |
| 4.    | Vlagyimir Dracsov    | 0+1+1+1            | 34:27.0     | +1:05.1 |
| 5.    | Patrick Favre        | 2+0+2+0            | 34:41.8     | +1:19.9 |
| 6.    | Aleh Rizsankov       | 1+0+2+1            | 34:43.1     | +1:21.2 |
| 7.    | Kazama Acusi         | 1+0+2+0            | 34:44.2     | +1:22.3 |
| 8.    | Ville Räikkönen      | 1+0+0+0            | 34:52.6     | +1:30.7 |
| 9.    | Frank Luck           | 1+0+0+1            | 35:05.1     | +1:43.2 |
| 10.   | René Cattarinussi    | 0+0+2+2            | 35:06.0     | +1:44.1 |

### Váltó
A verseny időpontja: 1997. február 9.
| #     | Versenyző                                                                                   | Lövőhiba (F+Á) | Időeredmény | Hátrány | #   | Versenyző                                                                               | Lövőhiba (F+Á) | Időeredmény | Hátrány |
| ----- | ------------------------------------------------------------------------------------------- | -------------- | ----------- | ------- | --- | --------------------------------------------------------------------------------------- | -------------- | ----------- | ------- |
| Arany | Németország · Ricco Groß · Peter Sendel · Sven Fischer · Frank Luck                         | 0+0 0+0        | 1:17:42.5   |         | 6.  | Lengyelország · Wiesław Ziemianin · Tomasz Sikora · Jan Ziemianin · Wojciech Kozub      | 0+0 0+0        | 1:19:56.8   | +2:14.3 |
| Ezüst | Norvégia · Egil Gjelland · Jon Åge Tyldum · Dag Bjørndalen · Ole Einar Bjørndalen           | 0+0 0+0        | 1:17:48.2   | +5.7    | 7.  | Finnország · Ville Räikkönen · Vesa Pöntiö · Harri Eloranta · Vesa Hietalahti           | 0+0 0+0        | 1:20:09.2   | +2:26.7 |
| Bronz | Olaszország · René Cattarinussi · Wilfried Pallhuber · Patrick Favre · Pieralberto Carrara  | 0+0 1+3        | 1:19:10.4   | +1:27.9 | 8.  | Oroszország · Viktor Majgurov · Vlagyimir Dracsov · Szergej Taraszov · Pavel Rosztovcev | 1+3 0+0        | 1:20:09.6   | +2:27.1 |
| 4.    | Fehéroroszország · Aljakszej Ajdarav · Vadzim Szasurin · Aljakszandr Papov · Aleh Rizsankov | 1+3 0+0        | 1:19:25.9   | +1:43.4 | 9.  | Észtország · Janno Prants · Indrek Tobreluts · Kalju Ojaste · Dimitri Borovik           | 0+0 0+0        | 1:21:12.4   | +3:29.9 |
| 5.    | Franciaország · Julien Robert · Patrice Bailly-Salins · Thierry Dusserre · Raphaël Poirée   | 0+0 0+0        | 1:19:38.7   | +1:56.2 | 10. | Ausztria · Wolfgang Perner · Ludwig Gredler · Wolfgang Rottmann · Reinhard Neuner       | 1+3 1+3        | 1:21:32.1   | +3:49.6 |

### Csapat
A verseny időpontja: 1997. február 6.
| #     | Versenyző                                                                              | Lövőhiba (F+Á) | Időeredmény | Hátrány | #   | Versenyző                                                                          | Lövőhiba (F+Á) | Időeredmény | Hátrány |
| ----- | -------------------------------------------------------------------------------------- | -------------- | ----------- | ------- | --- | ---------------------------------------------------------------------------------- | -------------- | ----------- | ------- |
| Arany | Fehéroroszország · Vadzim Szasurin · Aleh Rizsankov · Aljakszandr Papov · Petr Ivasjko | 1+0 0+0        | 27:22.4     |         | 7.  | Franciaország · Raphaël Poirée · Lionel Laurent · Julien Robert · Andreas Heymann  | 1+0 0+0        | 28:36.6     | +1:14.2 |
| Ezüst | Németország · Mark Kirchner · Frank Luck · Peter Sendel · Carsten Heymann              | 0+1 0+1        | 27:47.3     | +24.9   | 8.  | Japán · Kazama Acusi · Kazumasa Takeda · Meguro Hironao · Yukio Mochizuki          | 0+1 2+0        | 28:39.2     | +1:16.8 |
| Bronz | Lengyelország · Wiesław Ziemianin · Jan Ziemianin · Wojciech Kozub · Tomasz Sikora     | 0+0 2+1        | 28:15.8     | +53.4   | 9.  | Csehország · Roman Dostal · Tomas Holubec · Petr Garabik · Ivan Masarik            | 0+0 1+1        | 28:41.8     | +1:19.4 |
| 4.    | Norvégia · Halvard Hanevold · Egil Gjelland · Jon Åge Tyldum · Ole Einar Bjørndalen    | 1+1 0+0        | 28:23.0     | +1:00.6 | 10. | Olaszország · Hubert Leitgeb · Helmuth Messner · Enrico Tach · Pieralberto Carrara | 0+3 0+1        | 28:48.9     | +1:26.5 |
| 5.    | Szlovénia · Tomas Globočnik · Tomaž Žemva · Janez Ožbolt · Jože Poklukar               | 0+1 0+0        | 28:25.0     | +1:02.6 | ... | ...                                                                                | ...            | ...         | ...     |
| 6.    | Finnország · Harri Eloranta · Tero Kosunen · Ville Räikkönen · Vesa Hietalahti         | 1+0 0+0        | 28:29.8     | +1:07.4 | 21. | Magyarország · Jeney Gyula · Tagscherer Zoltán · Tagscherer Imre · Panyik János    | 1+4 2+3        | 33:45.6     | +6:23.2 |

## Női

### Egyéni
A verseny időpontja: 1997. február 6.
| #     | Versenyző               | Lövőhiba (F+Á+F+Á) | Időeredmény | Hátrány  |
| ----- | ----------------------- | ------------------ | ----------- | -------- |
| Arany | Magdalena Forsberg      | 0+1+0+0            | 48:17.1     |          |
| Ezüst | Alena Zubrilava         | 2+0+0+0            | 49:52.0     | +1:34.7  |
| Bronz | Ekaterina Dafovszka     | 0+1+1+0            | 50:41.1     | +2:23.8  |
| 4.    | Corinne Niogret         | 1+0+1+1            | 51:13.9     | +2:56.6  |
| 5.    | Soňa Mihoková           | 1+0+2+0            | 51:24,5     | +3:07.2  |
| 6.    | Anna Volkova            | 1+0+0+2            | 51:25.9     | +3:08.6  |
| 7.    | Anne Briand             | 0+1+0+3            | 51:30.8     | +3:13.5  |
| 8.    | Valentina Cerbe-Neszina | 0+1+1+1            | 51:45.8     | +3:28.5  |
| 9.    | Delphyne Burlet         | 1+0+0+2            | 52:19.7     | +4:02.4  |
| 10.   | Olena Petrova           | 0+0+1+2            | 52:35.6     | +4:18.3  |
| ----  | ----                    | ----               | ----        | ----     |
| 60.   | Bozsik Anna             | 2+1+3+0            | 58:25.8     | +10:08.5 |
| 75.   | Bekecs Zsuzsanna        | 1+2+3+1            | 1:03:40.9   | +15:23.6 |
| 78.   | Szemcsák Éva            | 1+1+3+1            | 1:08:06.5   | +19:49.2 |

### Sprint
A verseny időpontja: 1997. február 1.
| #     | Versenyző              | Lövőhiba (F+Á) | Időeredmény | Hátrány |
| ----- | ---------------------- | -------------- | ----------- | ------- |
| Arany | Olga Romaszko          | 1+0            | 21:16.8     |         |
| Ezüst | Alena Zubrilava        | 0+1            | 21:59.5     | +42.7   |
| Bronz | Magdalena Forsberg     | 0+2            | 22:11.8     | +55.0   |
| 4.    | Soňa Mihoková          | 0+0            | 22:15.1     | +58.3   |
| 5.    | Gunn Margit Andreassen | 1+0            | 22:19.4     | +1:02.6 |
| 6.    | Olga Melnyik           | 1+0            | 22:20.4     | +1:03.6 |
| 7.    | Annette Sikveland      | 0+1            | 22:22.1     | +1:05.3 |
| 8.    | Nyina Lemes            | 0+0            | 22:28.0     | +1:12.0 |
| 9.    | Petra Behle            | 0+1            | 22:29.4     | +1:12.6 |
| 10.   | Agata Suszka           | 0+0            | 22:31.5     | +1:14.7 |
| ----  | ----                   | ----           | ----        | ----    |
| 66.   | Bekecs Zsuzsanna       | 1+1            | 25:09.8     | +3:53.0 |
| 75.   | Szemcsák Éva           | 0+2            | 25:40.8     | +4:24.0 |
| 79.   | Bozsik Anna            | 3+2            | 26:14.0     | +4:57.2 |

### Üldözőverseny
A verseny időpontja: 1997. február 2.
| #     | Versenyző              | Lövőhiba (F+Á+F+Á) | Időeredmény | Hátrány |
| ----- | ---------------------- | ------------------ | ----------- | ------- |
| Arany | Magdalena Forsberg     | 0+0+0+0            | 33:16.1     |         |
| Ezüst | Alena Zubrilava        | 0+0+0+0            | 33:21.1     | +5.0    |
| Bronz | Olga Romaszko          | 0+0+0+1            | 33:34.5     | +18.4   |
| 4.    | Uschi Disl             | 2+1+1+1            | 34:48.5     | +1:32.4 |
| 5.    | Olga Melnyik           | 1+0+0+0            | 34:51.6     | +1:35.5 |
| 6.    | Ekaterina Dafovszka    | 0+0+0+0            | 34:54.6     | +1:38.5 |
| 7.    | Gunn Margit Andreassen | 0+0+0+1            | 33:59.3     | +1:43.2 |
| 8.    | Corinne Niogret        | 1+0+0+0            | 35:02.8     | +1:46.7 |
| 9.    | Petra Behle            | 0+2+0+0            | 35:17.9     | +2:01.8 |
| 10.   | Nagyezsda Talanova     | 0+0+0+2            | 35:30.8     | +2:14.7 |

### Váltó
A verseny időpontja: 1997. február 8.
| #     | Versenyző                                                                                          | Lövőhiba (F+Á) | Időeredmény | Hátrány | #   | Versenyző                                                                                             | Lövőhiba (F+Á) | Időeredmény | Hátrány |
| ----- | -------------------------------------------------------------------------------------------------- | -------------- | ----------- | ------- | --- | --- | -------------- | ----------- | ------- |
| Arany | Németország · Uschi Disl · Simone Greiner-Petter-Memm · Katrin Apel · Martina Zellner              | 0+0 0+0        | 1:28:36.9   |         | 6.  | Kazahsztán · Inna Seskil · Margarita Dulova · Jelena Dubok · Ljudmila Gurjeva                         | 0+0 0+0        | 1:32:17.1   | +3:40.2 |
| Ezüst | Norvégia · Ann-Elen Skjelbreid · Annette Sikveland · Liv Grete Skjelbreid · Gunn Margit Andreassen | 0+0 0+0        | 1:30:06.7   | +1:29.8 | 7.  | Szlovákia · Martina Halinárová · Anna Murínová · Marcela Pavkovčeková · Soňa Mihoková                 | 0+0 0+0        | 1:33:35.7   | +4:58.8 |
| Bronz | Oroszország · Olga Melnyik · Galina Kukleva · Nagyezsda Talanova · Olga Romaszko                   | 0+0 0+0        | 1:30:09.7   | +1:32.8 | 8.  | Fehéroroszország · Natallja Rizsankova · Natallja Permjakova · Svetlana Belan · Szvjatlana Paramihina | 0+0 0+0        | 1:33:40.1   | +5:03.2 |
| 4.    | Franciaország · Christelle Gros · Delphyne Burlet · Anne Briand · Corinne Niogret                  | 1+3 0+0        | 1:31:19.2   | +2:42.3 | 9.  | Egyesült Államok · Ntala Skinner · Stacey Wooley · Deborah Nordyke · Kristina Sabasteanski            | 0+0 0+0        | 1:33:45.5   | +5:08.6 |
| 5.    | Ukrajna · Alena Zubrilava · Olena Petrova · Tetyana Vodopjanova · Valentina Cerbe-Neszina          | 0+0 0+0        | 1:19:38.7   | +1:56.2 | 10. | Finnország · Katja Holanti · Mari Lampinen · Tiina Mikkola · Annukka Mallat                           | 0+0 0+0        | 1:33:54.8   | +5:17.9 |

### Csapat
A verseny időpontja: 1997. február 4.
| #     | Versenyző                                                                                          | Lövőhiba (F+Á) | Időeredmény | Hátrány | #   | Versenyző                                                                                           | Lövőhiba (F+Á) | Időeredmény | Hátrány |
| ----- | -------------------------------------------------------------------------------------------------- | -------------- | ----------- | ------- | --- | --------------------------------------------------------------------------------------------------- | -------------- | ----------- | ------- |
| Arany | Norvégia · Liv Grete Skjelbreid · Ann-Elen Skjelbreid · Gunn Margit Andreassen · Annette Sikveland | 0+1 0+0        | 22:01.8     |         | 7.  | Lengyelország · Halina Guńka · Anna Stera-Kustusz · Halina Pitoń · Agata Suszka                     | 1+0 1+2        | 23:37.5     | +1:35.7 |
| Ezüst | Oroszország · Olga Melnyik · Anna Volkova · Nagyezsda Talanova · Olga Romaszko                     | 1+0 0+1        | 22:27.1     | +25.3   | 8.  | Bulgária · Marija Manolova · Pavlina Filipova · Iva Karagjozova-Skodreva · Ekaterina Dafovszka      | 2+1 0+0        | 23:47.2     | +1:45.4 |
| Bronz | Ukrajna · Valentina Cerbe-Neszina · Tetyana Vodopjanova · Olena Petrova · Alena Zubrilava          | 1+1 0+0        | 22:32.5     | +30.7   | 9.  | Csehország · Jirina Pelcova · Hana Dostalova · Irena Cesnekova · Katerina Holubcova                 | 1+0 0+2        | 24:10.1     | +2:08.3 |
| 4.    | Szlovákia · Soňa Mihoková · Anna Murínová · Marcela Pavkovčeková · Martina Halinárová              | 0+0 0+0        | 22:48.4     | +46.6   | 10. | Fehéroroszország · Natallja Permjakova · Natalia Murschtschakina · Irina Tananajko · Svetlana Belan | 0+0 2+0        | 24:12.8     | +2:11.0 |
| 5.    | Franciaország · Christelle Gros · Véronique Claudel · Delphyne Burlet · Emmanuelle Claret          | 0+0 2+1        | 22:54.6     | +52.8   | ... | ...                                                                                                 | ...            | ...         | ...     |
| 6.    | Finnország · Katja Holanti · Mari Lampinen · Sanna-Leena Perunka · Tiina Mikkola                   | 1+0 1+0        | 23:09.0     | +1:07.2 | 17. | Magyarország · Bekecs Zsuzsanna · Földi Kornélia · Bozsik Anna · Szemcsák Éva                       | 0+0 0+0        | 25:45.2     | +3:43.4 |